# Bhikangaon
Bhikangaon är en ort i Indien.   Den ligger i distriktet Khargone och delstaten Madhya Pradesh, i den centrala delen av landet, 800 km söder om huvudstaden New Delhi. Bhikangaon ligger 283 meter över havet och antalet invånare är 15 321.
Terrängen runt Bhikangaon är platt, och sluttar västerut. Runt Bhikangaon är det ganska tätbefolkat, med 222 invånare per kvadratkilometer. Det finns inga andra samhällen i närheten. Trakten runt Bhikangaon består till största delen av jordbruksmark.